# Літтон Стрейчі
Джайлз Літтон Стрейчі (англ. Giles Lytton Strachey; 1 березня 1880, Лондон — 21 січня 1932, поблизу Хангерфорда, Беркшир) — англійський письменник, біограф та літературний критик. Належав до Блумзбері-груп.

## Біографія
Лі́ттон Стре́йчі народився в багатодітній сім'ї інженера. Найкращі стосунки із родичів були з його молодшим братом, Джеймсом, а також із кузеном, художником Дунканом Грантом, з яким Літтон мав гомосексуальний зв'язок. Стрейчі мав дружні стосунки із письменницею Вірджинією Вульф, якій він у 1909 році, незважаючи на свою гомосексуальність, зробив шлюбну пропозицію (яку, щоправда, наступного дня взяв назад).

### Роки навчання
Вивчав історію в університеті Ліверпуля, а також з 1899 по 1905 навчався в Трініті-коледжі Кембриджського університету. У Кембриджі за допомоги друзів Леонарда Вульфа, Клайва Белла, Джона Кейнса та ін., Стрейчі входить до інтелектуально-художньої групи Блумсбері. Тут він також знайомиться з сестрами Вірджинією (у шлюбі — Вульф) і Ванессою Стівен (у шлюбі — Белл), а також із відомою меценаткою, леді Оттолайн Моррелл. Оригінальні, але тісні стосунки протягом багатьох років пов'язували Стрейчі з художницею Дорою Каррінгтон, яка була закохана в нього. Стрейчі ж мав інтимні стосунки із чоловіком Дори, Ральфом Партріджем. Цьому «любовному трикутнику» (ménage à trois) був присвячений в 1995 році фільм «Керрінгтон» з Еммою Томпсон у головній ролі. Літтон Стрейчі запам'ятали худим, темноволосим чоловіком. Він говорив тонким фальцетом і володів їдким, сухим почуттям гумору. Літтон став дуже помітною особистістю в групі Блумсбері.

### Літературна діяльність
У 1904—1914 роках Стрейчі пише літературно-критичні та театральні статті та рецензії для журналу «Спектейтор» («The Spectator»), видає свої вірші та пише велику наукову роботу з літературознавства «Landmarks in French Literature» (1912).
Під час Першої світової війни Стрейчі відмовився від військової служби з пацифістських міркувань.
Першим великим успіхом Літтона Стрейчі як літератора стало видання Eminent Victorians («Видатні вікторіанці»), яке побачило світ у 1918. Це зібрання з чотирьох біографій відомих діячів Вікторіанської епохи. Дана робота зробила його ім'я відомим і за межами Британії. З властивим письменнику їдким сарказмом, автор викриває і висміює подвійну, ущербну мораль Англії кінця XIX століття, критикує слабкості та пороки «владних» осіб. У 1921 році виходить у світ подібний твір про королеву Вікторію (Queen Victoria).
Письменник пішов в засвіти від раку у своєму маєтку в графстві Беркшир південно-східної Англії.

## Особисте життя
Стрейчі відкрито говорив про свою гомосексуальність зі своїми друзями з Блумзбері та мав стосунки з різними чоловіками, включаючи Ральфа Партріджа. У нього був «пристрасний роман» з економістом Джоном Мейнардом Кейнсом, ще одним членом Блумсбері, який був бісексуалом.

## Визнання після смерті
- Едвард Форстер зробив Стрейчі героєм свого роману Моріс"п ід ім'ям «Віконт Рислі»
- У 1953 році композитор Бенджамін Бріттен з нагоди коронації королеви Єлизавети II, створює оперу Глоріана. Її лібрето було написано з урахуванням роману Л. Стрейчі «Єлизавета та Есекс: Трагічна історія» (Elizabeth and Essex: A Tragic History) (1928).

## Твори
- Landmarks in French Literature / Пам'ятки французької літератури, 1912
- Eminent Victorians: Cardinal Manning, Florence Nightingale, Dr. Arnold, General Gordon, /Видатні вікторіанці: кардинал Меннінг, Флоренс Найтінгел, доктор Арнольд, генерал Гордон 1918
- Queen Victoria,/ Королева Вікторія 1921
- Books and Characters/ Книги і особи, 1922
- Elizabeth and Essex: A Tragic History, 1928
- Portraits in Miniature and Other Essays, 1931
- Characters and Commentaries (вид. James Strachey, 1933)
- Spectatorial Essays (вид. James Strachey, 1964)
- Ermyntrude and Esmeralda, 1969
- Lytton Strachey by Himself: A Self Portrait (вид. Michael Holroyd, 1971)
- The Really Interesting Question and Other Papers (вид. Paul Levy, 1972)
- The Letters of Lytton Strachey (вид. Paul Levy, 2005)
- Das Leben, ein Irrtum. Acht Exzentriker , Berlin 1999 (ISBN 3-8031-1186-2)